# The Romance of Hua Rong
The Romance of Hua Rong (chino simplificado: 一夜新娘; pinyin: Yi Ye Xin Niang, en Español: “El Romance de Hua Rong”), es una serie de televisión china transmitida del 30 de noviembre de 2019 hasta el 8 de enero de 2020, a través de Hunan TV y Mango TV.
La serie está basada en la obra "Yi Ye Xin Niang" ( 一夜新娘) escrita por Yue Xie Ying Qing.
En octubre de 2020 se confirmó que la serie tendría una nueva temporada titulada "The Romance of Hua Rong 2", la cual se espera sea estrenada en el 2021.

## Sinopsis
Hua Rong, es la joven hija de un general, quien se convierte accidentalmente en la esposa del rey pirata Qin Shangcheng. Sin embargo, durante la noche de su boda, Hua Rong escapa, por lo que Shangcheng decide buscarla. Cuando ambos se reencuentran pronto un romance comienza a florecer.

## Reparto

### Personajes principales
| Actor       | Personaje               | N.º de episodios | Notas |
| ----------- | ----------------------- | ---------------- | --- |
| Yuan Hao    | Qin Shangcheng / Yun He | 24 + 1           | A pesar de ser un cruel y arrogante líder pirata, excelente en artes marciales, también muestra una personalidad heroica. Cuando conoce a Hua Rong se enamora profundamente de ella y hace todo lo que está en sus manos para protegerla. |
| Zhao Zhaoyi | Hua Rong                | 24 + 1           | Es la elegante, encantadora y bonita hija de una familia acomodada. Cuando conoce a Qin Shangcheng, constantemente pelean, sin embargo poco a poco comienza a enamorarse de él.                                                           |

### Personajes recurrentes
| Actor                   | Personaje     | Ocupación | N.º de episodios | Duración        | Notas                                                     |
| ----------------------- | ------------- | --------- | ---------------- | --------------- | --------------------------------------------------------- |
| Huang Qianshuo (黄千硕) | Zhang Xian    | -         | -                | 2019 - presente | Es uno de los asistentes y amigos de Qin Shangcheng.      |
| Yu Kaining (余凯宁)     | Qian Dayou    | -         | -                | 2019 - presente |                                                           |
| Yi Pochen (易柏辰)      | Jin Yiwen     | -         | -                | 2019 - 2020     | Es un arrogante y rebelde príncipe del Reino de Wanjiang. |
| Gao Jicai (高基才)      | Zhao Yuanming | -         | -                | 2019 - 2020     |                                                           |
| Wang Peihan (王珮寒)    | Su Qingqing   | -         | -                | 2019 - 2020     |                                                           |
| Zang Jinsheng (臧金生)  | -             | -         | -                | 2019 - 2020     |                                                           |
| Wang Zexuan             | -             | -         | -                | 2021 - presente |                                                           |
| Zhao Wenlong            | -             | -         | -                | 2021 - presente |                                                           |
| Dong Chenxi             | -             | -         | -                | 2021 - presente |                                                           |
| Guan Xin                | -             | -         | -                | 2021 - presente |                                                           |
| Mao Na                  | -             | -         | -                | 2021 - presente |                                                           |
| Liang Yongni            | -             | -         | -                | 2021 - presente |                                                           |

### Otros personajes
| Actor                  | Personaje | Ocupación | N.º de episodios | Notas |
| ---------------------- | --------- | --------- | ---------------- | ----- |
| Ma Chao (马超)         | Yue Feng  | -         | -                |       |
| Kingdom Yuen (苑瓊丹)  | -         | -         | -                |       |
| Na Jiawei (那家威)     | -         | -         | -                |       |
| He Qianying (何倩影)   | -         | -         | -                |       |
| Zhang Jialin (张佳琳)  | -         | -         | -                |       |
| Zhao Zhuoting (赵倬霆) | Ye Chen   | -         | -                |       |

## Episodios
La serie está conformada por 24 episodios y 1 episodios especial, los cuales fueron emitidos todos los martes y miércoles, con seis episodios adicionales para los miembros VIP de MGTV. La serie finalizó el 31 de diciembre del 2019 para los VIP y el 8 de enero del 2020 para los no VIP.
El 8 de enero del 2020 se lanzó un episodio especial centrado en la época moderna titulado The Romance of Hua Rong Special donde Hua Rong se encuentra con Qin Shangcheng, un CEO autoritario y aunque al principio chocan, finalmente se enamoran.

### Secuela
En octubre del 2020 se anunció que la serie tendría una segunda temporada titulada The Romance of Hua Rong 2 donde los actores Yuan Hao y Zhao Zhaoyi regresarían como los personas principales interpretando a Qin Shangcheng y Hua Rong, respectivamente.

## Música
| No. | Intérprete                 | Canción      | Notas |
| --- | -------------------------- | ------------ | ----- |
| 1   | 胡66                       | "惊梦"       |       |
| 2   | 张宇俊如                   | "一吻入魂"   |       |
| 3   | 刘彬濠                     | "酒殇"       |       |
| 4   | Jiang Shen (蒋申) y 王子铭 | "江湖不相见" |       |
| 5   | 王欣茹                     | "爱无休止"   |       |
| 6   | 栾贻泽                     | "一程"       |       |
| 7   | 霄磊                       | "风逐惊涛"   |       |

## Producción
La serie también es conocida como "One Night Bride".
Fue dirigida por Danny Ko (高林豹), quien contó con el apoyo de los guionistas Li Nan (李楠), Xiao Zhiyao (肖志瑶), Peng Yiying (彭易颖), Han Yuting (韩雨婷), Xiong Jianan (熊嘉南) y He Guangyue (何光月). Mientras que la producción estuvo a cargo de 陈益韬.
Las filmaciones para la segunda temporada terminaron en enero de 2021 después de ocheintaicinco días de grabaciones.